# العلاقات السنغافورية الفانواتية
العلاقات السنغافورية الفانواتية هي العلاقات الثنائية التي تجمع بين سنغافورة وفانواتو.

## مقارنة بين البلدين
هذه مقارنة عامة ومرجعية للدولتين:
| وجه المقارنة                                              | سنغافورة                                                             | فانواتو                                  |
| --------------------------------------------------------- | -------------------------------------------------------------------- | ---------------------------------------- |
| المساحة (كم2)                                             | 719                                                                  | 12.19 ألف                                |
| عدد السكان (نسمة)                                         | 5.89 مليون                                                           | 276.24 ألف                               |
| الكثافة السكانية (ن./كم²)                                 | 819.19 ألف                                                           | 22.66                                    |
| العاصمة                                                   | سنغافورة                                                             | بورت فيلا                                |
| اللغة الرسمية                                             | لغة إنجليزية، اللغة الملايو، اللغة الصينية القياسية، اللغة التاميلية | اللغة البسلاما، لغة فرنسية، لغة إنجليزية |
| العملة                                                    | دولار سنغافوري                                                       | فاتو فانواتي                             |
| الناتج المحلي الإجمالي (بليون دولار)                      | 323.91 مليار                                                         | 862.88 مليون                             |
| الناتج المحلي الإجمالي (تعادل القوة الشرائية) بليون دولار | 472.59 مليار                                                         | 790.76 مليون                             |
| الناتج المحلي الإجمالي الاسمي للفرد دولار أمريكي          | 52.89 ألف                                                            | 2.81 ألف                                 |
| الناتج المحلي الإجمالي للفرد دولار أمريكي                 | 82.76 ألف                                                            | 3.03 ألف                                 |
| مؤشر التنمية البشرية                                      | 0.925                                                                | 0.594                                    |
| رمز المكالمات الدولي                                      | +65                                                                  | +678                                     |
| رمز الإنترنت                                              | .sg                                                                  | .vu                                      |
| المنطقة الزمنية                                           | ت ع م+08:00، توقيت سنغافورة المنسق ‏                                  | ت ع م+11:00                              |

## منظمات دولية مشتركة
يشترك البلدان في عضوية مجموعة من المنظمات الدولية، منها:
| علم المنظمة | اسم المنظمة                        | تاريخ انضمام سنغافورة | تاريخ انضمام فانواتو |
| ----------- | ---------------------------------- | --------------------- | -------------------- |
|             | يونسكو                             | 8 أكتوبر 2007         | 10 فبراير 1994       |
|             | مؤسسة التمويل الدولية              | 4 سبتمبر 1968         | 28 سبتمبر 1981       |
|             | بنك التنمية الآسيوي                | 1966                  | 1981                 |
|             | منظمة حظر الأسلحة الكيميائية       | ?                     | ?                    |
|             | مؤسسة التنمية الدولية              | 27 سبتمبر 2002        | 28 سبتمبر 1981       |
|             | منظمة التجارة العالمية             | ?                     | ?                    |
|             | وكالة ضمان الاستثمار متعدد الأطراف | 24 فبراير 1998        | 27 يوليو 1988        |
|             | الاتحاد البريدي العالمي            | ?                     | ?                    |
|             | الاتحاد الدولي للاتصالات           | 22 أكتوبر 1965        | 30 مارس 1988         |
|             | الأمم المتحدة                      | 21 سبتمبر 1965        | 15 سبتمبر 1981       |
|             | البنك الدولي للإنشاء والتعمير      | 3 أغسطس 1966          | 28 سبتمبر 1981       |
|             | المنظمة الهيدروغرافية الدولية      | ?                     | ?                    |
|             | تحالف الدول الجزرية الصغيرة        | ?                     | ?                    |
|             | دول الكومنولث                      | ?                     | ?                    |

## وصلات خارجية
- موقع وزارة الخارجية السنغافورية